# Kiala
Kiala est une société belge de logistique, créée en 2001 et installée depuis dans plusieurs pays européens. Kiala commercialise un service de livraison en points de dépôt, en concurrence avec la livraison à domicile. Elle est rachetée par UPS en 2012.

## Historique
Kiala est créée en 2001 à Bruxelles par deux entrepreneurs français, Denis Payre et Marc Fourrier. Elle est lancée sur les marchés belge et luxembourgeois en juillet 2001, puis est commercialisée en Espagne, en France et aux Pays-Bas.
À la suite de son rachat par UPS en 2012, la marque Kiala va à long terme disparaître pour intégrer la marque des points relais de sa maison-mère, « UPS Access Point » .

### Chiffre d'affaires
Son chiffre d'affaires est de 1,4 million d’euros en 2002, de 25 millions d’euros en 2006, de 33,6 millions d’euros en 2009, de 47,2 millions d’euros en 2010 et de 49 millions d'euros en 2011.